# Mark Lenard
Mark Lenard, född 15 oktober 1924 i Chicago i Illinois i USA, död 22 november 1996 i New York i USA, var en amerikansk skådespelare.

## Filmografi (urval)

### Filmer
| År   | Titel                                  | Roll                               | Info |
| ---- | -------------------------------------- | ---------------------------------- | ---- |
| 1965 | Mannen från Nasaret                    | Balthazar                          |      |
| 1968 | Häng dom högt                          | Prosecuting Attorney at Fort Grant |      |
| 1975 | Noon Sunday                            | Jason Cootes                       |      |
| 1977 | Annie Hall                             | Navy Officer                       |      |
| 1979 | Star Trek: The Motion Picture          | Klingon Captain                    |      |
| 1984 | Star Trek III: The Search for Spock    | Ambassador Sarek                   |      |
| 1986 | Star Trek IV: The Voyage Home          | Ambassador Sarek                   |      |
| 1991 | Star Trek VI: The Undiscovered Country | Ambassador Sarek                   |      |

### TV-serier
| År        | Titel                           | Roll                 | Info                                   |
| --------- | ------------------------------- | -------------------- | -------------------------------------- |
| 1966      | Star Trek: The Original Series  | Romulan Commander    | "Balance of Terror"                    |
| 1967      | Star Trek: The Original Series  | Sarek                | "Journey to Babel"                     |
| 1968      | Krutrök                         | Ira Stonecipher      | "No Where to Run"                      |
| 1968-1970 | Here Come the Brides            | Aaron Stempel        |                                        |
| 1969      | Hawaii Five-O                   | Yoshio Nagata        | "To Hell With Babe Ruth"               |
| 1969      | The Wild Wild West              | Count Draja          | "The Night of The Iron Fist"           |
| 1973      | Hawaii Five-O                   | Rogloff              | "Will the Real Mr. Winkler Please Die" |
| 1973      | Star Trek: The Animated Series  | Voice of Sarek       | "Yesteryear"                           |
| 1974      | Planet of the Apes              | General Urko         |                                        |
| 1976      | Lilla huset på prärien          | Peter Ingalls        | "Journey in the Spring"                |
| 1977      | The Bob Newhart Show            | Earl Stanley Plummer | "Carlin`s New Suit"                    |
| 1979      | The Secret Empire               | Emperor Thorval      |                                        |
| 1981      | Buck Rogers in the 25th Century | Ambassador Duvoe     | "Journey to Oasis"                     |
| 1989      | Star Trek: The Next Generation  | Sarek                | "Sarek"                                |
| 1991      | Star Trek: The Next Generation  | Sarek                | "Unification"                          |
| 1993      | In the Heat of the Night        | Horrace Sloan        | "Legacy"                               |
| 1993      | Amazing Space on TLC            |                      |                                        |